# رباط غرابی‌سرشانه‌ای
رباط غرابی‌سرشانه‌ای (به انگلیسی: Coracoacromial) یک رباط سه‌گوش قوی است که میان زائده غرابی و زائده سرشانه‌ای امتداد دارد.
این رباط توسط راس آن، به راس زائده سرشانه‌ای درست در جلوی سطح مفصلی استخوان ترقوه متصل شده است و با پایه وسیع آن به کل طول مرز جانبی زائده غرابی پیوسته است.
این رباط همراه با زائده غرابی و سرشانه‌ای یک طاق برای محافظت و نگهداری از سر استخوان بازو تشکیل می‌دهند.
این رباط در بالا با استخوان ترقوه و زیر سطح عضله دلتوئید در ارتباط است. این رباط در زیر با زردپی ماهیچه بالاخاری به‌صورت یک بورس قرار می‌گیرد.
مرز جانبی آن با یک لایه متراکم که از زیر ماهیچه دلتوئید به زردپی‌های ماهیچه بالاخاری و ماهیچه زیرخاری گذر می‌کند، پیوسته است.
این رباط شامل دو باند حاشیه‌ای و یک بخش مداخله‌کننده نازک‌تر است. دو باند به‌ترتیب به راس و قاعده زائده غرابی متصل می‌شوند و در زائده سرشانه‌ای به هم می‌پیوندند.
گاهی اوقات ماهیچه سینه‌ای کوچک به جای زائده غرابی به کپسول مفصل شانه وارد می‌شود و از میان این دو باند گذر می‌کند و سپس بخش متصل‌کننده رباط کوچک‌تر می‌شود.